# Karakorum
|  | Aquest article tracta sobre la ciutat. Vegeu-ne altres significats a «Karakoram». |

Karakorum (en mongol en alfabet ciríl·lic: Хархорум, Kharkhorum; en alfabet mongol:ᠬᠠᠷᠠᠬᠣᠷᠣᠮ, Qaraqorum; en xinès: 哈拉和林}}) fou la capital de l'Imperi Mongol al segle xiii i de la Mongòlia postimperial entre els segles xiv i xv. El seu nom vol dir "Corró Negre". Les seves ruïnes es troben a l'actual província (aimag) d'Övörkhangai, prop de la ciutat de Kharkhorin i del monestir d'Erdene Zuu, que va ser construït amb les seves restes.
Inicialment, va portar el nom d'Urdubaligh ("la vila de la cort"). En xinès, s'anomenà Ho Lin. El 1235 s'hi va construir un recinte emmurallat. Karakorum, propera a Balasagun, ja havia servit com a capital teòrica després del 1220, però fins a Ogodei no fou realment la capital. Les millors descripcions corresponen a Guillem de Rubrouck i a Alà-ad-Din Juwayní. Les seves ruïnes foren descobertes el 1889 per N. M. Yadrentsev i foren explorades per una missió russa dirigida per Radlov el 1891. Els anys 1948 i 1949 s'hi va fer una excavació conjunta russomongola.
Va perdre importància quan els emperadors es van traslladar a la Xina, però enderrocada la dinastia el 1368, els emperadors hi van retornar i fou altra vegada capital entre 1368 i el moment del segle xv en què la dinastia es va extingir. Actualment, a la vora hi ha el monestir d'Erdeni-Dzu.